# NGC 1419
NGC 1419 è una galassia ellittica situata nella costellazione dell'Eridano, a una distanza di circa 71 milioni di anni luce dalla nostra Via Lattea.

## Scoperta
La galassia è stata scoperta il 22 ottobre 1835 dall'astronomo britannico John Herschel.

## Gruppo di NGC 1399
NGC 1419 fa parte del Gruppo di NGC 1399, a sua volta incluso nel più vasto Ammasso della Fornace, e che comprende almeno 42 galassie, tra cui NGC 1326, NGC 1336, NGC 1339, NGC 1344 (=NGC 1340), NGC 1351, NGC 1366, NGC 1369, NGC 1373, NGC 1374, NGC 1379, NGC 1387, NGC 1399, NGC 1406, NGC 1419, NGC 1425, NGC 1427, NGC 1428, NGC 1437 (=NGC 1436), NGC 1460, IC 1913 e IC 1919.
La designazione FCC 249 indica che NGC 1419 viene considerata come membro dell'Ammasso della Fornace nel catalogo di Henry Ferguson.